# Вардугино (Костромская область)
Вардугино — деревня в составе Шангского сельского поселения Шарьинского района Костромской области России. 

## География
Расположена на автодороге Урень — Шарья — Никольск — Котлас Р157, на берегу речки Сысоевка, притока реки Ветлуга.

## История
Согласно Спискам населенных мест Российской империи в 1872 году деревня относилась к 3 стану Ветлужского уезда Костромской губернии. В ней числилось 5 дворов, проживало 22 мужчины и 20 женщин.
Согласно переписи населения 1897 года в деревне проживало 56 человек (23 мужчины и 33 женщины).
Согласно Списку населенных мест Костромской губернии в 1907 году деревня относилась к Шангско-Городищенской волости Ветлужского уезда Костромской губернии. По сведениям волостного правления за 1907 год в деревне числилось 10 крестьянских дворов и 69 жителей. В деревне имелась ветряная мельница. Основным занятием жителей деревни был лесной промысел.

## Население
| 2008 | 2010 | 2014 |
| ---- | ---- | ---- |
| 2    | ↘0   | ↗3   |